# Hypophloeda rhizospora
Hypophloeda rhizospora — вид грибів, що належить до монотипового роду  Hypophloeda.